# Onthophagus dinjeera
Onthophagus dinjeera là một loài bọ cánh cứng trong họ Bọ hung (Scarabaeidae).